# Gazzo
Gazzo é uma comuna italiana da região do Vêneto, província de Pádua, com cerca de 3.458 habitantes. Estende-se por uma área de 22 km², tendo uma densidade populacional de 157 hab/km². Faz fronteira com Camisano Vicentino (VI), Grantorto, Grumolo delle Abbadesse (VI), Piazzola sul Brenta, Quinto Vicentino (VI), San Pietro in Gu, Torri di Quartesolo (VI).

## Demografia
| Variação demográfica do município entre 1861 e 2011                               |
|                                                                                   |
| Fonte: Istituto Nazionale di Statistica (ISTAT) - Elaboração gráfica da Wikipedia |